# Chikage Ōgi
Chikage Ōgi (扇 千景?, Ōgi Chikage; Kōbe, 10 maggio 1933 – Tokyo, 9 marzo 2023) è stata una politica e attrice giapponese.
Divenuta nota come attrice tra gli anni cinquanta e sessanta, entrò nel mondo della politica nel 1977. Durante la sua carriera politica ricoprì diversi incarichi di rilievo, tra cui quello di Ministro dei trasporti dal 2000 al 2001 e quello di Ministro della terra, infrastrutture e trasporti dal 2001 al 2003. Fu inoltre presidente della Camera dei consiglieri dal 2004 al 2007.